# Islas Malvinas (buque tanque)
El Islas Malvinas fue un buque tanque de la empresa petrolera estatal argentina Yacimientos Petrolíferos Fiscales (YPF) activo desde 1950 hasta 1979.

## Características y construcción
Fue un buque tanque de 18 585 t de desplazamiento, 157,6 m de eslora, 19,5 m de manga, de 10,8 m de puntal y 8,3 m de calado. Estaba impulsado por dos motores diésel Nordberg con 8500 CV.
Esta nave fue construida por el astillero Uddevallavarvet de Suecia; que puso la quilla en 1948, hizo la botadura en 1949 y la entregó en 1950. Era gemela de los Islas Georgias e Islas Orcadas.
Fue dada de baja y desguazada en 1979.